# Vít Rakušan
Vít Rakušan (Kolín, 16 de junio de 1978) es un pedagogo y político checo que se desempeña como líder del partido político Alcaldes e Independientes (STAN) desde 2019. Es miembro de la Cámara de Diputados desde octubre de 2017; representante electo de la región de Bohemia Central desde 2012 y alcalde de la ciudad de Kolín de 2010 a 2019. En 2021 asumió los cargos de primer vice primer ministro y ministro del Interior en el gabinete de Petr Fiala.

## Vida
Rakušan nació en Kolín. Se especializó en historia y estudios alemanes en la Universidad de Bohemia del Sur en České Budějovice y en gestión escolar en la Universidad Charles de Praga (obteniendo una maestría y una licenciatura).
Desde el año 2000 dirige su propio negocio, entre 2000 y 2015 en el área de enseñanza del idioma alemán. Enseña alemán en Jiří Orten Grammar School/Gymnázium Jiřího Ortena/ en Kutná Hora.
Vít Rakušan se casa por segunda vez; en septiembre de 2015, Marie Auerová se convirtió en su actual esposa. Su hijo Matěj nació en octubre de 2017 y su hijo Jonáš en abril de 2020. Tiene una hija, Agáta de su matrimonio anterior. Vive en Kolín. Su padre es el exsenador elegido como miembro de ČSSD, Jan Rakušan.

## Trabajo político
Desde 2015 es miembro del partido político STAN. También ocupa el cargo de miembro del Comité Nacional y Vicepresidente del Comité Regional de la Región de Bohemia Central en el partido. En la 8.ª Convención Nacional de STAN en Průhonice u Prahy a mediados de abril de 2016, fue elegido primer vicepresidente del partido. Obtuvo 137 votos de 144 delegados (es decir, el 95%).
Ingresó a la política cuando fue elegido en las elecciones municipales de 2010 como candidato apartidista de la entidad “Změna pro Kolín” /Cambio por Kolín/ para ser diputado electo de la Ciudad de Kolín (fue líder de la lista de candidatos). Posteriormente, en noviembre de 2010 asumió la alcaldía de la Ciudad. En las elecciones de 2014 defendió con éxito su posición como representante electo de la ciudad, cuando volvió a encabezar la lista de candidatos como candidato apartidista de “Změna pro Kolín”, que triunfó en las elecciones, obteniendo el 63,95% de votos (es decir, ganando 20 mandatos de 27 disponibles en total). En noviembre de 2014 fue elegido alcalde de la ciudad por segunda vez.
En las elecciones regionales de 2012, fue elegido como miembro no partidista de STAN como parte de la entidad "TOP 09" y "Starostové pro Středočeský kraj" para el Consejo Regional de la Región de Bohemia Central (originalmente, figuraba en la lista 11) en la lista de candidatos pero quedó en segundo lugar por votos preferenciales). Se desempeñó como miembro de la Comisión Fiscalizadora.
En 2016, fue clasificado entre los 100 mejores innovadores de Europa Central y del Este anunciados por el prestigioso diario internacional inglés Financial Times.
En las elecciones regionales de 2016, fue el líder de STAN en la Región de Bohemia Central y logró defender su mandato de representante regional electo. El 18 de noviembre de 2016 fue elegido diputado y teniente de alcalde de seguridad y turismo. Sin embargo, tras la disolución de la coalición, fue destituido de su cargo en octubre de 2017.
En la 9.ª Convención Nacional de STAN en Praga el 25 de marzo de 2017, fue el único candidato que defendió el cargo como primer vicepresidente del partido; obtuvo votos de 133 de 145 delegados (es decir, 92%).
En las elecciones a la Cámara de Diputados del PCR en 2017, fue líder del partido STAN en la Región de Bohemia Central. Obtuvo 7.334 votos preferenciales y fue electo diputado. Posteriormente, también fue elegido presidente de la Comisión Permanente para el Control de la Inteligencia Militar, y trabaja en la Comisión de Relaciones Exteriores y Seguridad de la Cámara de Diputados.
En las elecciones de gobierno municipal de 2018, fue líder nacional del STAN. En Kolín con la agrupación política “Změna pro Kolín”, defendió los resultados récord en 2014; la agrupación obtuvo el 62,82% de los votos emitidos, obteniendo incluso 21 de 27 mandatos. En la reunión inaugural del consejo el 5 de noviembre de 2018, fue elegido alcalde. Sin embargo, renunció al cargo en junio de 2019 debido a su compromiso con la política nacional. Fue reemplazado por Michael Kašpar. Él mismo permaneció como miembro del Ayuntamiento.
En la Décima Convención Nacional de STAN el 13 de abril de 2019, fue elegido como el único candidato a presidente del partido. Fue elegido a la derecha en la primera vuelta por el 93% de los votos. Reemplazó así en la función de presidente a Petr Gazdík, que había decidido no defender el cargo.
En las elecciones regionales de 2020 se presentó como candidato del STAN en la Región de Bohemia Central, donde ganó todo el partido, y defendió una vez más la posición de representante electo. En la suma total de votos preferenciales, recibió el segundo mayor número de votantes: 12.243 votos.
En 2021, Rakušan recibió más de 60 000 votos de primera preferencia, más que cualquier otro candidato en las elecciones legislativas checas de 2021.

## Puntos de vista y actitudes
Rakušan afirmó que la República Checa debería apoyar a Israel pero también criticó la anexión planeada por Israel de los asentamientos judíos, que Israel ha desarrollado en la Cisjordania jordana ocupada desde 1967, que es territorio con el que cuentan los palestinos para su futuro estado de Palestina.
En mayo de 2020, objetó, en relación con el retiro de la estatua del mariscal ruso Kónev en Praga 6, las críticas expresadas por el presidente de KSCM Vojtěch Filip en uno de los diarios rusos. También llama la atención sobre el creciente poder de la propaganda rusa.
En los últimos años, ve un problema similar en la evidente presión e influencia de China, que también se mencionan a menudo en relación con la muerte del entonces presidente del Senado, Jaroslav Kubera. Según él, China hace uso de la República Checa no solo como herramienta de propaganda, sino también desde el punto de vista del espionaje industrial. La atención sobre la influencia de China y Rusia se llama regularmente en los informes del BIS.
Vít Rakušan es partidario de la idea de un estado simple y moderno, que debería servir principalmente a sus ciudadanos, no obstaculizarlos. Como parte de su papel como representante electo, intenta ayudar a los ciudadanos a mejorar y simplificar la vida dentro del proyecto Absurdity.
A largo plazo, también suscribe las ideas y el legado del expresidente Václav Havel.